# ティコ第二星表
ティコ第二星表(ティコだいにせいひょう、en:Tycho-2 Catalogue)は、250万を超える星を収録している星表である。この星表は2,539,913個の恒星の位置、固有運動、視等級の情報を含んでいる。重星は基本的にひとつずつ掲載しており、0.8秒角以上の間隔があるものは両方の星の情報を含んでいる（ティコ星表では間隔が2秒角以上のみ）。11等級までの恒星のうち99%、11.5等級までの恒星では90%が掲載されている。
星表の作成に使用した等級と位置のデータは欧州宇宙機関のヒッパルコス衛星によって集められた。ティコ星表と同じくヒッパルコス衛星の姿勢確認・制御用の補助観測装置による観測データを用いた星表であるが、ティコ第二星表はより進んだ画像解析技術を用いるとともに他の星表のデータも加えた再解析を行うことにより、ティコ星表に比べて多少精密になり、またかなり多くの星を掲載している。
星の位置の精度は全体の平均で約60ミリ秒角である。より観測が難しい暗い星まで含んでいるため、ティコ星表の25ミリ秒角
よりも平均的な精度は悪くなっている。9等級より明るい星では7ミリ秒角の精度でティコ星表と同程度であり、暗い星ではティコ星表より高精度である。固有運動の精度は天体図(AC2000版)および143のその他の地上天文台星表（これら全てをヒッパルコス天球座標系にあわせた）と比較することにより調べると2.5ミリ秒角/年であった。固有運動を見出だすことのできなかった星は10万個程度である。観測期間は西暦1989.85年から1993.21年までで平均は1991.5年である。視等級の精度は9等星より明るい星に対しては0.013等級であり、全体の平均で0.10等級である。
米海軍天文台はティコ星表と天体図(AC 2000)を組み合わせたACT参照星表(Astrographic Catalog/Tycho 略称ACT)を編纂し、百万近くの星を収録した。ティコ星表と天体図(AC 2000)の作成期間の時間間隔が大きかったため、ACT参照星表では固有運動の精度がティコ星表より10倍程度よくなった。250万以上の星を収録するティコ第二星表の公開に伴い、現在ではACT参照星表の役割はティコ第二星表が果たしている。
特定の星に早くアクセスすることが出来るように、それぞれの星がガイド星の領域番号と領域内での五桁の星番号を与えられている。sty2はティコ第二星表の収録星を番号か領域で掲載している。imty2ではIRAまたはFITSの画像によってリストしている。